# Christian Vincent
Pour les articles homonymes, voir Vincent.
Christian Vincent,  est un réalisateur et scénariste français, né le 5 novembre 1955 à Paris.

## Biographie
Après avoir étudié la sociologie, il entre en 1979 à l'Institut des hautes études cinématographiques (IDHEC, 35e promotion) dont il ressort diplômé en 1982. Il débute en 1983 comme assistant de réalisation de plusieurs courts métrages[réf. souhaitée] et réalise Il ne faut jurer de rien avec Fabrice Luchini. Il choisit d'être assistant monteur sur les dernières comédies de Max Pécas, ce qui lui permet d'investir l'argent qu'il gagne dans la réalisation de trois courts métrages entre 1983 et 1987. Il travaille également pour France 3 Nord-Pas-de-Calais en réalisant les actualités régionales.
À la fin des années 1980, il fait des recherches sur la coquetterie au XVIIIe siècle, et notamment l'usage des mouches, pour les besoins d'un film collectif dont il doit réaliser un sketch. Le projet est abandonné, mais donne au cinéaste l'argument de son premier long métrage, La Discrète (1990), comédie avec Fabrice Luchini, acteur rohmérien encore peu connu du grand public. Le film, qui est un succès commercial et critique, met en en scène un personnage phraseur, interprété par Fabrice Luchini, pris à son propre jeu de séducteur. Le ton du film est libertin et littéraire, dissimulant une certaine gravité dans un style rappelant les œuvres de Rohmer et Deville. Christian Vincent reçoit en 1991 deux César pour ce film : le  César de la Meilleure première œuvre et celui du Meilleur scénario original.
Son film suivant, Beau fixe (1992), est également un marivaudage qui offre leurs premiers grands rôles au cinéma aux comédiennes Isabelle Carré et Elsa Zylberstein. Le film ne remporte cependant pas le même succès que La Discrète. Deux ans plus tard sort La Séparation (1994), film produit par Claude Berri et interprété par Daniel Auteuil et Isabelle Huppert. Le film, plus conventionnel que ses films précédents, est tourné dans des conditions également plus confortables et raconte l'histoire d'un couple à la dérive. En 1997, Je ne vois pas ce qu'on me trouve, avec Jackie Berroyer, confirme le goût de Christian Vincent pour la mise en scène des sentiments et des malentendus.
En 2000, Christian Vincent change de registre avec Sauve-moi, chronique sur la misère sociale dont l'origine se situe dans un atelier d'écriture auquel participaient dix-sept chômeurs. L'échec du film lui vaut d'entamer une période plus difficile artistiquement parlant, plusieurs de ses projets ne parvenant pas à aboutir au cours des cinq années suivantes. En 2005, il aborde, sur un ton léger, le thème des familles recomposées dans Les Enfants, sa troisième collaboration avec Karin Viard. En 2006, il réalise la comédie légère Quatre étoiles où Isabelle Carré s'amuse à fréquenter un palace à Cannes après avoir hérité. En 2012, il signe Les Saveurs du palais, comédie sur la gastronomie, dont l'héroïne est la chef-cuisinière de l'Élysée incarnée par Catherine Frot, face à un président incarné par Jean d'Ormesson.

## Filmographie

### Réalisateur
- 1983 : Le Jeune Marié (second assistant réalisation)
- 1983 : Il ne faut jurer de rien (court métrage)
- 1985 : Classique (court métrage)
- 1987 : La Part maudite (court métrage)
- 1990 : La Discrète
- 1992 : Beau fixe
- 1994 : La Séparation
- 1996 : Je ne vois pas ce qu'on me trouve
- 2000 : Sauve-moi
- 2003 : Mon accident
- 2004 : Les Enfants
- 2005 : Quatre étoiles
- 2012 : Les Saveurs du palais
- 2013 : Les Complices (téléfilm)
- 2015 : L'Hermine

### Scénariste
- 1983 : Il ne faut jurer de rien - Court-métrage
- 1985 : Classique - Court-métrage
- 1987 : La Part maudite - Court-métrage
- 1990 : La Discrète
- 1992 : Beau fixe
- 1994 : La Séparation
- 1999 : Peut-être
- 2000 : Sauve-moi
- 2003 : Les Textiles
- 2003 : Mon Accident
- 2004 : Les Enfants
- 2005 : Quatre étoiles
- 2013 : Les Complices (téléfilm)
- 2015 : L'Hermine

### Monteur
- 1984 : On se calme et on boit frais à Saint-Tropez - Assistant monteur
- 1985 : Brigade des mœurs - Assistant montage
- 1986 : Deux enfoirés à Saint-Tropez - Assistant montage
- 1988 : Contrainte par corps - Assistant montage

### Photographe
- 1987 : La Part maudite
- 1989 : Erreur de jeunesse

## Distinctions

### Décoration
- Chevalier de l'ordre des Arts et des Lettres en 2015

### Récompenses
- César du cinéma 1991 :
  - Meilleur scénario original ou adaptation, avec Jean-Pierre Ronssin pour La Discrète
  - Meilleure première œuvre pour La Discrète
- Mostra de Venise 2015 : Prix Osella pour le meilleur scénario pour L'Hermine

### Nomination
- 21e cérémonie des prix Lumières 2016 : Prix Lumières du meilleur film pour  L'Hermine